# Campeonato Europeo de Atletismo Sub-20 de 2017
El Campeonato Europeo de Atletismo Sub-20 de 2017 se celebró entre los días 20 y 23 de julio en el Estadio Olímpico Comunal Carlo Zecchini de la localidad italiana de Grosseto.

## Resultados

### Masculino
1. 1 2 3 4 5 6 7 8 9 10 11 12 13  En categoría Sub-20
2. 1 2 3 4 5 6  Solo corrió en semifinales, pero recibió medalla igualmente.
3. ↑  En categorías Sub-20 y Sub-23
4. ↑  En el decatlón júnior se usan los aparatos propios de las pruebas sub-20 correspondientes.

### Femenino
| Evento                  | Oro                                                                                           | Oro      | Plata                                                                                      | Plata    | Bronce                                                                                       | Bronce   |
| ----------------------- | --------------------------------------------------------------------------------------------- | -------- | ------------------------------------------------------------------------------------------ | -------- | -------------------------------------------------------------------------------------------- | -------- |
| 100 metros              | Gina Akpe-Moses Irlanda                                                                       | 11.71    | Keshia Kwadwo · Alemania                                                                   | 11.75    | Ingvild Meinseth · Noruega                                                                   | 11.77    |
| 200 metros              | Maya Bruney Reino Unido                                                                       | 23.04    | Sophia Junk · Alemania                                                                     | 23.45    | Katrin Fehm · Alemania                                                                       | 23.49    |
| 400 metros              | Anastasiya Bryzhina · Ucrania                                                                 | 52.01    | Andrea Miklos · Rumania                                                                    | 52.31    | Hannah Williams Reino Unido                                                                  | 52.55    |
| 800 metros              | Khahisa Mhlanga Reino Unido                                                                   | 2:06.96  | Ellie Baker Reino Unido                                                                    | 2:07.01  | Gabriela Gajanová · Eslovaquia                                                               | 2:07.15  |
| 1500 metros             | Jemma Reekie Reino Unido                                                                      | 4:25.95  | Liliana Georgieva Bulgaria                                                                 | 4:27.14  | Harriet Knowles-Jones Reino Unido                                                            | 4:28.13  |
| 3000 metros             | Delia Sclabas · Suiza                                                                         | 9:10.13  | Mathilde Senechal Francia                                                                  | 9:20.05  | Nadia Battocletti · Italia                                                                   | 9:24.01  |
| 5000 metros             | Miriam Dattke · Alemania                                                                      | 16:39.81 | Floor Doornwaard · Países Bajos                                                            | 16:41.71 | Tamara Mićević Serbia                                                                        | 16:57.74 |
| 100 metros vallas       | Solène Ndama Francia                                                                          | 13.15    | Alicia Barrett Reino Unido                                                                 | 13.28    | Klaudia Siciarz · Polonia                                                                    | 13.33    |
| 400 metros vallas       | Yasmin Giger · Suiza                                                                          | 55.90    | Agata Zupin Eslovenia                                                                      | 55.96    | Viivi Lehikoinen · Finlandia                                                                 | 56.49    |
| 3000 metros obstáculos  | Lisa Oed · Alemania                                                                           | 10:00.79 | Tatsiana Shabanava · Bielorrusia                                                           | 10:03.32 | Gülnaz Uskun Turquía                                                                         | 10:19.44 |
| Relevo 4×100 metros     | Alemania · Katrin Fehm · Keshia Kwadwo · Sophia Junk · Jennifer Montag                        | 43.44    | Francia Eloise de la Taille Sarah Richard Estelle Rafai Marine Mignon Flore-Julie Krakre   | 44.03    | Reino Unido Ebony Carr Alisha Rees Maya Bruney Olivia Okoli Hannah Brier Jazz Crawford       | 44.11    |
| Relevo 4×400 metros     | Ucrania · Ivanna Avramchuk · Dzhoys Koba · Iryna Marchak · Anastasiya Bryzhina · Olena Radyuk | 3:32.82  | Alemania · Vanessa Aniteye · Meike Gerlach · Alica Schmidt · Corinna Schwab · Elena Kelety | 3:33.08  | Reino Unido Mair Edwards Maya Bruney Ella Barrett Hannah Williams Jill Cherry Holly McArthur | 3:33.68  |
| 10 000 m marcha         | Yana Smerdova Atletas Neutrales Autorizados                                                   | 47:19.69 | Teresa Zurek · Alemania                                                                    | 47:33.20 | Meryem Bekmez Turquía                                                                        | 48:33.88 |
| Salto de altura         | Michaela Hrubá · República Checa                                                              | 1.93     | Karyna Demidik · Bielorrusia                                                               | 1.87     | Maja Nilsson · Suecia                                                                        | 1.85     |
| Salto con pértiga       | Lisa Gunnarsson · Suecia                                                                      | 4.40     | Molly Caudery Reino Unido                                                                  | 4.35 =   | Wilma Murto · Finlandia                                                                      | 4.15     |
| Salto de longitud       | Milica Gardasevic Serbia                                                                      | 6.46     | Tabea Christ · Alemania                                                                    | 6.41     | Kaiza Karlén · Suecia                                                                        | 6.32     |
| Triple salto            | Violetta Skvartsova · Bielorrusia                                                             | 14.21 =  | Illionis Guillaume Francia                                                                 | 13.97    | Naomi Ogbeta Reino Unido                                                                     | 13.68    |
| Lanzamiento de peso     | Julia Ritter · Alemania                                                                       | 17.24    | Jorinde van Klinken · Países Bajos                                                         | 16.89    | Anna Niedbala · Polonia                                                                      | 16.32    |
| Lanzamiento de disco    | Alexandra Emilianov Moldavia                                                                  | 56.38    | Karolina Urban · Polonia                                                                   | 53.88    | Kristina Rakočević · Montenegro                                                              | 53.56    |
| Lanzamiento de martillo | Kateřina Skypalová · República Checa                                                          | 64.78    | Eva Mustafić · Croacia                                                                     | 63.09    | Michaela Walsh Irlanda                                                                       | 61.27    |
| Lanzamiento de jabalina | Nikol Tabačková · República Checa                                                             | 55.10    | Carolina Visca · Italia                                                                    | 53.65    | Elina Kinnunen · Finlandia                                                                   | 52.94    |
| Heptatlón               | Alina Shukh · Ucrania                                                                         | 6381     | Géraldine Ruckstuhl · Suiza                                                                | 6357     | Sarah Lagger · Austria                                                                       | 6083     |

1. 1 2 3 4 5 6  En categoría Sub-20
2. 1 2  En categorías Sub-20, Sub-23 y Absoluta
3. 1 2 3 4 5 6 7  Solo corrió en semifinales, pero recibió medalla igualmente.

## Medallero
| Núm. | País                          | Oro | Plata | Bronce | Total |
| ---- | ----------------------------- | --- | ----- | ------ | ----- |
| 1    | Alemania                      | 6   | 6     | 1      | 13    |
| 2    | Reino Unido                   | 5   | 6     | 8      | 19    |
| 3    | Ucrania                       | 4   | 1     | 1      | 6     |
| 4    | Francia                       | 3   | 5     | 4      | 12    |
| 5    | Italia                        | 3   | 5     | 1      | 9     |
| 6    | Suiza                         | 3   | 1     | 0      | 4     |
| 7    | Noruega                       | 3   | 0     | 1      | 4     |
| 8    | República Checa               | 3   | 0     | 0      | 3     |
| 9    | Bielorrusia                   | 2   | 5     | 0      | 7     |
| 10   | Polonia                       | 2   | 4     | 3      | 9     |
| 11   | Suecia                        | 2   | 0     | 2      | 4     |
| --   | Atletas Neutrales Autorizados | 2   | 0     | 0      | 2     |
| 12   | Rumania                       | 1   | 1     | 1      | 3     |
| 13   | Croacia                       | 1   | 1     | 0      | 2     |
| 14   | Irlanda                       | 1   | 0     | 2      | 3     |
| 15   | Grecia                        | 1   | 0     | 1      | 2     |
| =15  | Serbia                        | 1   | 0     | 1      | 2     |
| 17   | Moldavia                      | 1   | 0     | 0      | 1     |
| 18   | España                        | 0   | 2     | 5      | 7     |
| 19   | Países Bajos                  | 0   | 2     | 0      | 2     |
| 20   | Finlandia                     | 0   | 1     | 4      | 5     |
| 21   | Bélgica                       | 0   | 1     | 1      | 2     |
| =21  | Estonia                       | 0   | 1     | 1      | 2     |
| 23   | Eslovenia                     | 0   | 1     | 0      | 1     |
| =23  | Bulgaria                      | 0   | 1     | 0      | 1     |
| 25   | Turquía                       | 0   | 0     | 3      | 3     |
| 26   | Montenegro                    | 0   | 0     | 1      | 1     |
| =26  | Hungría                       | 0   | 0     | 1      | 1     |
| =26  | Austria                       | 0   | 0     | 1      | 1     |
| =26  | Eslovaquia                    | 0   | 0     | 1      | 1     |

1. ↑  Las medallas obtenidas por los atletas neutrales autorizados no cuentan para el medallero por países.

## Récords

### Récords mundiales sub-20
En el transcurso del campeonato se superaron dos récords mundiales sub-20:
| Atleta                                                | Nación   | Prueba                       | Marca    | Ronda  | Fecha       |
| ----------------------------------------------------- | -------- | ---------------------------- | -------- | ------ | ----------- |
| Katrin Fehm Keshia Kwadwo Sophia Junk Jennifer Montag | Alemania | Relevo 4×100 metros femenino | 43.27 s  | Series | 23 de julio |
| Niklas Kaul                                           | Alemania | Decatlón masculino           | 8435 pts | Final  | 23 de julio |

### Récords de España sub-20
Los atletas españoles batieron cuatro récords nacionales sub-20:
| Atleta                                                | Prueba                              | Marca   | Ronda  | Fecha       |
| ----------------------------------------------------- | ----------------------------------- | ------- | ------ | ----------- |
| Luis Salort                                           | 110 metros vallas (99 cm) masculino | 13.48 s | Final  | 22 de julio |
| David José Pineda                                     | 400 metros vallas masculino         | 50.41 s | Final  | 23 de julio |
| Jaël Bestué Patricia Urquía Andrea Verdú Carmen Marco | Relevo 4×100 metros femenino        | 44.94 s | Series | 23 de julio |
| Javier Troyano Pol Retamal Daniel Ambros Sergio López | Relevo 4×100 metros masculino       | 39.59 s | Final  | 23 de julio |